# Damascus (Georgia)
Damascus è un comune degli Stati Uniti d'America, situato nello Stato della Georgia, nella Contea di Early.